# Yanik Frick
Yanik Frick (Liestal, 27 de maio de 1998) é um futebolista liechtensteinense nascido na Suíça que atua como atacante. Atualmente joga pelo Rapperswil-Jona.

## Carreira
Após jogar nas categorias de base de Siena, St. Gallen, USV Eschen/Mauren e FC Vaduz, profissionalizou-se em 2016, no Rheindorf Altach, onde atuou pelo time reserva.
Entre 2017 e 2019, teve passagem pelas divisões de acesso do futebol italiano, atuando por Perugia, Livorno (não entrou em campo) e Pro Piacenza (empréstimo). Em 2019, com a falência deste último, assinou com o Rapperswil-Jona, clube da terceira divisão suíça.

## Seleção de Liechtenstein
Com passagem pelas equipes de base de Liechtenstein, Yanik Frick estreou pela seleção principal em 2016, contra a Albânia, pelas eliminatórias da Copa de 2018. Seu primeiro gol foi em outubro de 2019, na partida contra a Armênia, em jogo válido pelas eliminatórias da Eurocopa de 2020.

## Vida pessoal
É filho de Mario Frick, considerado o maior futebolista de Liechtenstein e que fez carreira em clubes da Itália e da Suíça. Seu irmão, Noah, também atua como atacante.